# Scuderia Lancia
Scuderia Lancia – zespół i konstruktor Formuły 1, założony w 1954 roku, a rozwiązany rok później. Największym osiągnięciem zespołu było drugie miejsce w Grand Prix Monako 1955.

## Historia
Po tym, gdy syn Vincenzo Lancii, Gianni został dyrektorem firmy Lancia, ta bardziej zaangażowała się w sporty motorowe, w końcu decydując się na zbudowanie samochodu Formuły 1. Projektantem bolidu został Vittorio Jano, a jego Lancia D50 została zgłoszona po raz pierwszy do Grand Prix Hiszpanii 1954, w którym to wyścigu Alberto Ascari zdobył pole position i ustanowił najszybsze okrążenie. W Grand Prix Monako 1955 (gdzie kierowca zespołu, Eugenio Castellotti, zajął drugie miejsce) Ascari miał wypadek i wpadł do wody, a tydzień później zginął, prowadząc Ferrari na Monzy. W tym czasie Lancia przeżywała problemy finansowe i zdecydowała wycofać się z Formuły 1. Pozostałości Lancii zostały przeniesione do Ferrari, a Lancię D50 przemianowano w Ferrari D50, który to samochód odniósł pięć zwycięstw i zapewnił Juanowi Manuelowi Fangio mistrzostwo w sezonie 1956.

## Wyniki w Formule 1
| Legenda oznaczeń w tabelach wyników Wyświetl szablon na nowej stronie | Legenda oznaczeń w tabelach wyników Wyświetl szablon na nowej stronie                                                                     |
| Oznaczenie                                                            | Wyjaśnienie |
| --------------------------------------------------------------------- | --- |
| Złoty                                                                 | Zwycięzca lub mistrzostwo |
| Srebrny                                                               | 2. miejsce lub wicemistrzostwo |
| Brązowy                                                               | 3. miejsce lub II wicemistrzostwo |
| Zielony                                                               | Ukończył, punktował (w klasyfikacji generalnej, gdy zdobył co najmniej jeden punkt na przestrzeni sezonu, poza trzema powyższymi opcjami) |
| Niebieski                                                             | Ukończył, nie punktował (w klasyfikacji generalnej, gdy nie zdobył co najmniej jednego punktu na przestrzeni sezonu)                      |
| Czerwony                                                              | Nie zakwalifikował się (NZ) |
| Czerwony                                                              | Nie prekwalifikował się (NPK) |
| Różowy                                                                | Nie ukończył (NU) |
| Różowy                                                                | Niesklasyfikowany (NS) (w klasyfikacji generalnej, gdy nie został sklasyfikowany w żadnym wyścigu sezonu)                                 |
| Czarny                                                                | Zdyskwalifikowany (DK) |
| Czarny                                                                | Wykluczony (WYK/EX) |
| Biały                                                                 | Nie wystartował (NW) |
| Biały                                                                 | Kontuzjowany (K/INJ) |
| Biały                                                                 | Wyścig odwołany (OD/C) |
| Bez koloru                                                            | Został wycofany (WYC/WD) |
| Bez koloru                                                            | Nie przybył (NP/DNA) |
| Bez koloru                                                            | Nie brał udziału w treningach (NT/DNP) |
| Bez koloru                                                            | Nie został zgłoszony (–) |
| Pogrubienie                                                           | Start z pole position |
| Kursywa                                                               | Najszybsze okrążenie wyścigu |
| †                                                                     | Nie ukończył, ale jego rezultat został zaliczony ze względu na przejechanie więcej niż 90% dystansu wyścigu.                              |
| *                                                                     | Sezon w trakcie |
| 1/2/3                                                                 | Punktowana pozycja w sprincie kwalifikacyjnym                                                                                             |
| Lista systemów punktacji Formuły 1                                    | |

| Sezon | Samochód   | Silnik    | Opony | Kierowcy            | 1         | 2   | 3   | 4   | 5   | 6   | 7   | 8   | 9   | Pkt. | Msc. |
| ----- | ---------- | --------- | ----- | ------------------- | --------- | --- | --- | --- | --- | --- | --- | --- | --- | ---- | ---- |
| 1954  | Lancia D50 | Lancia V8 | P     |                     | ARG       | 500 | BEL | FRA | GBR | DEU | CHE | ITA | ESP | –    | –*   |
| 1954  | Lancia D50 | Lancia V8 | P     | Alberto Ascari      |           |     |     |     |     |     |     |     | NU  | –    | –*   |
| 1954  | Lancia D50 | Lancia V8 | P     | Luigi Villoresi     |           |     |     |     |     |     |     |     | NU  | –    | –*   |
| 1955  | Lancia D50 | Lancia V8 | P     |                     | ARG       | MCO | 500 | BEL | NLD | GBR | ITA |     |     | –    | –*   |
| 1955  | Lancia D50 | Lancia V8 | P     | Alberto Ascari      | NU        | NU  |     |     |     |     |     |     |     | –    | –*   |
| 1955  | Lancia D50 | Lancia V8 | P     | Luigi Villoresi     | NU / NU** | 5   |     |     |     |     |     |     |     | –    | –*   |
| 1955  | Lancia D50 | Lancia V8 | P     | Eugenio Castellotti | NU***     | 2   |     | NU  |     |     |     |     |     | –    | –*   |
| 1955  | Lancia D50 | Lancia V8 | P     | Louis Chiron        |           | 6   |     |     |     |     |     |     |     | –    | –*   |

* Do 1957 roku włącznie nie przyznawano punktów w klasyfikacji konstruktorów.

** Jechał na zmianę z Eugenio Castellottim.

*** Jechał na zmianę z Luigi Villoresim.